# Pseudagrion civicum
Pseudagrion civicum – gatunek ważki z rodziny łątkowatych (Coenagrionidae).